# Atractus francoi
Atractus francoi — вид змій родини полозових (Colubridae). Ендемік Бразилії.

## Поширення і екологія
Atractus francoi мешкають в горах Серра-ду-Мар і Серра-дус-Органус на південному заході Бразилії, в штатах Сан-Паулу і Ріо-де-Жанейро. Вони живуть у вологих рівнинних атлантичних лісах. Ведуть риючий спосіб життя, живляться черв'яками. Самиці відкладають до 6 яєць.